# Communauté de communes du Soultzerland
Die Communauté de communes du Soultzerland ist eine ehemalige französische Communauté de communes, die 7 Gemeinden umfasst. Die Organisation besteht seit dem 27. Dezember 2001 und wird in Soultz-sous-Forêts verwaltet. Der Kantonshauptort (Chef-lieu) stellt 6 und die Mitglieder Hoffen und Surbourg je 4 Delegierte. Die weiteren Mitglieder sind Keffenach, Memmelshoffen, Retschwiller und Schoenenbourg mit je 2 Delegierten.
Der Gemeindeverband fusionierte mit Wirkung vom 1. Januar 2014 mit der Communauté de communes du Hattgau et environs und bildete damit die neue Communauté de communes de l’Outre-Forêt